# Многофункциональный центр

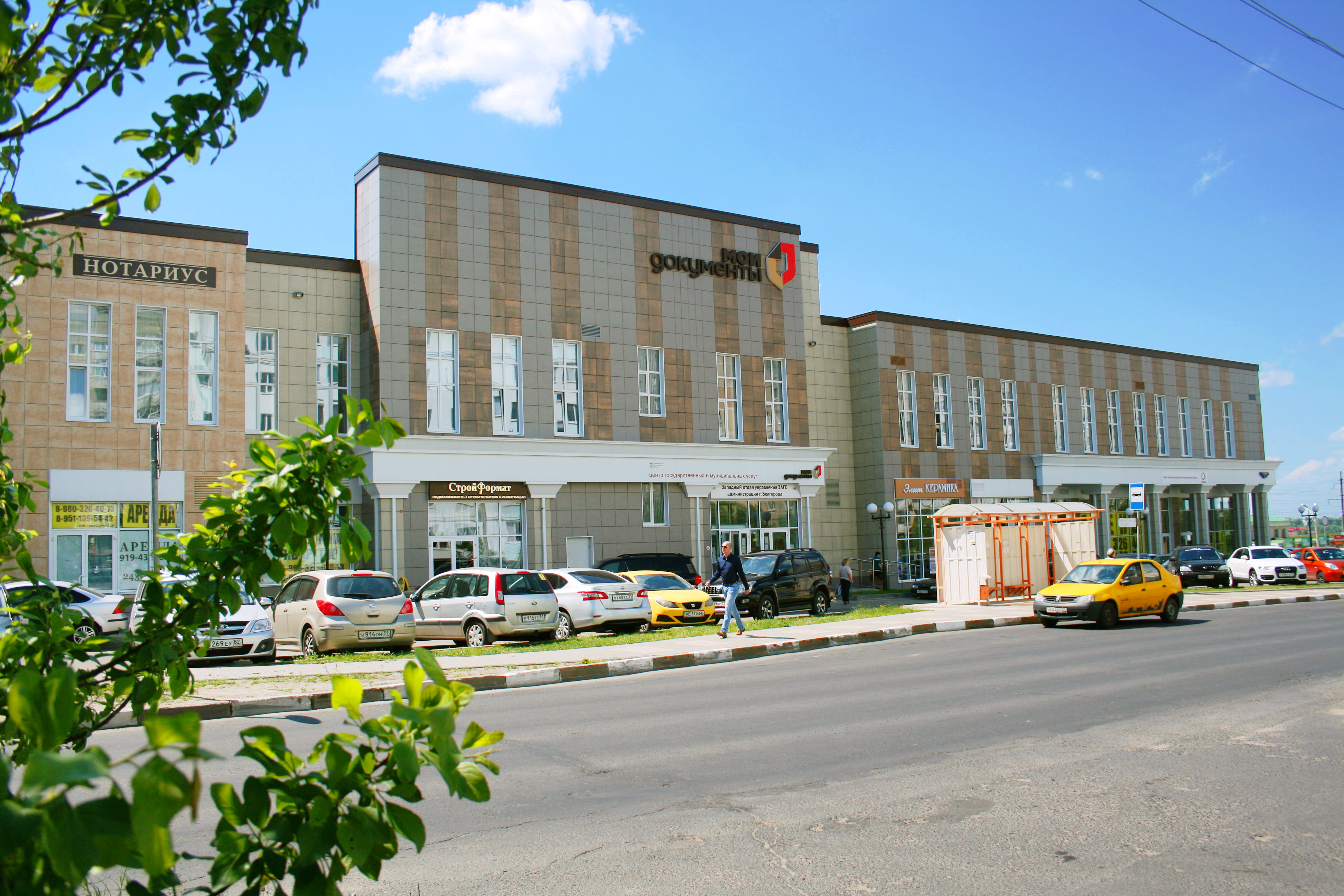
Центр госуслуг «Мои документы», Белгород

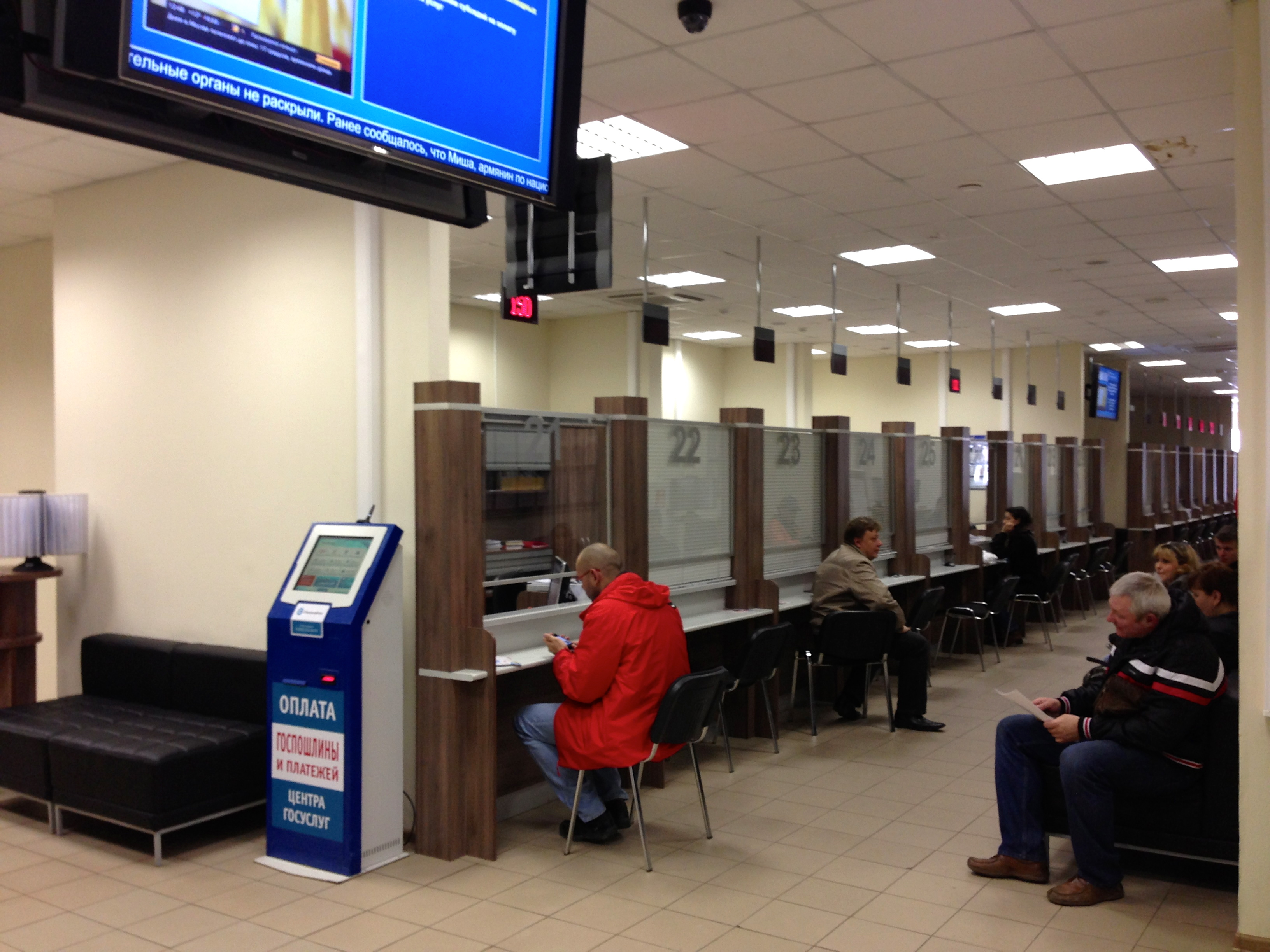
Операционный зал в центре госуслуг

Многофункциональный центр (МФЦ (произносится как «эм-фэ-цэ»), полное название — Многофункциональный центр предоставления государственных и муниципальных услуг) — категория бюджетных учреждений в России, предоставляющих государственные и муниципальные услуги по принципу «одного окна» после однократного обращения заявителя с соответствующим запросом. При этом взаимодействие с органами, предоставляющими государственные услуги, или органами, предоставляющими муниципальные услуги, осуществляется многофункциональным центром без участия заявителя.
Заявленные цели:
- повышение качества и доступности государственных услуг;
- снижение издержек бизнеса на преодоление административных барьеров;
- повышение эффективности деятельности органов исполнительной власти и межведомственной координации;
- повышение открытости и прозрачности для общества.

## История
25 октября 2005 года в России была принята концепция административной реформы и план мероприятий по её проведению в 2006—2010 годах. Одной из основных целей реформы было провозглашено повышение доступности и качества госуслуг. Во втором полугодии 2007 года началась реализация первых проектов по созданию МФЦ. К 1 декабря 2008 года в России действовали 25 МФЦ в 16 субъектах федерации. На конец 2011 года МФЦ работали в 62 субъектах федерации.
На 1 января 2016 года в России работали 2,7 тыс. центров и 10,1 тыс. офисов государственных и муниципальных услуг.
18 февраля 2018 года на территории ВДНХ открылся Дворец государственных услуг «Мои документы».

## «Мои документы»

Логотип «Мои документы»

Проведённые в 2013 году исследования показали, что несмотря на декларировавшиеся брендом МФЦ доступность инфраструктуры системы и её услуг, 
имя «МФЦ» воспринимается большой долей аудитории как сложное, непонятное, казённое. Стало очевидно, что МФЦ, как имя бренда, не соответствует коммуникационным задачам крупнейшего социально-ориентированного проекта страны
В декабре 2013 года Председатель Правительства РФ поручил создать новый общий бренд сети МФЦ. Идея общего бренда системы МФЦ заключается в том, что документы нужны людям в важные и значимые моменты их жизни. Первые МФЦ под новым брендом были открыты в 2014 году. Товарный знак «Мои документы | Государственные и муниципальные услуги» зарегистрирован в Федеральной службе по интеллектуальной собственности. В 2015 году на XIX национальном фестивале рекламы «Идея!» бренд «Мои документы» получил второе место в номинации «Товарный знак, фирменный стиль».
В сентябре 2016 года Минэкономразвития России утверждены методические рекомендации по использованию единого фирменного стиля «Мои документы». Услуга стала доступна в августе 2017 года.
К августу 2018 года сотрудники столичных центров госуслуг выдали более 170 тысяч загранпаспортов по программе «Мои документы».
19 марта 2019 года Минэкономразвития России расширил список госуслуг для граждан предпенсионного возраста.
В апреле 2019 года стало известно, что услуги Департамента труда и социальной защиты населения Москвы будут переданы в офисы «Мои документы», всего порядка 70 услуг.

### Центр занятости населения
В январе 2019 года Московское правительство запустило процесс модернизации системы занятости жителей Москвы. Территориальные службы занятости переехали в центры госуслуг. Получить базовые услуги можно в 54 отделах трудоустройства, 48 из которых находятся в офисах «Мои документы».
В центрах «Мои документы» по месту жительства можно воспользоваться следующими услугами по трудоустройству: составление резюме, подбор вакансий из базы данных, присвоение статуса безработного, выплата пособий и выдача направления на профессиональное обучение.
Для получения расширенного комплекса услуг нужно обратиться во 
Флагманский центр занятости «Моя работа» на улице Щепкина. Список услуг включает: карьерную консультацию; профориентацию; психологическую помощь; тренинги по поиску работы; информирование о положении на рынке труда; определение стратегии обучения новой профессии; организацию стажировок и практик; организацию временного трудоустройства; осуществление социальных выплат гражданам, признанным в установленном порядке безработными; организацию ярмарок вакансий и учебных рабочих мест; организацию сопровождения при содействии занятости инвалидов; содействие безработным гражданам при переезде и безработным гражданам и членам их семей в переселении в другую местность для трудоустройства по направлению органов службы занятости.

## Автоматизация деятельности
В соответствии с правилами организации деятельности многофункциональных центров предоставления государственных и муниципальных услуг МФЦ использует автоматизированную информационную систему (АИС МФЦ). Основными принципами построения АИС МФЦ являются:
- процессно-ориентированная модель предоставления услуги;
- обеспечение информационной безопасности и защиты персональных данных;
- взаимодействие с внешними информационными системами в соответствии с требованиями действующего законодательства.

В 2014—2015 годы в разных регионах страны был также запущен проект «паспорт за час», позволяющий оформить внутренний российский паспорт в течение часа в многофункциональных центрах.
МФЦ открыл своё представительство в Душанбе.